# Valkiria: El amanecer del cuarto Reich
Valkiria: El amanecer del cuarto Reich (título original: Beyond Valkyrie: Dawn of the 4th Reich) es una película estadounidense de acción, historia y bélica de 2016, dirigida por Claudio Fäh, escrita por Robert Henny, Chad Law y Don Michael Paul, musicalizada por Marcus Trumpp, en la fotografía estuvo Martin Chichov y los protagonistas son Sean Patrick Flanery, Tom Sizemore y Kip Pardue, entre otros. El filme fue realizado por BUFO, Destination Films, Jumping Horse Film y UFO International Productions; se estrenó el 3 de octubre de 2016.

## Sinopsis
Faltando poco para el fin de la Segunda Guerra Mundial, las fuerzas especiales de Estados Unidos y Reino Unido tienen que rescatar a un soldado que está en territorio nazi.